# Karl Fëdorovič von Knorring
Karl Fëdorovič von Knorring (in russo Карл Фёдорович Кнорринг?, Karl Fëdorovič Knorring; in tedesco Karl Heinrich von Knorring; Koeru, 22 maggio 1746 – Mosca, 12 febbraio 1820) è stato un generale russo.

## Biografia

### I primi anni
Appartenente ad una famiglia nobile dell'Estonia, di antiche origini sveve e stabilitasi nella regione baltica nel XVI secolo, Karl von Knorring studiò assieme a suo fratello Bogdan e con lui nel 1758 entrò nel corpo dei cadetti di San Pietroburgo per poi passare col grado di cornetta al reggimento di carabinieri di Astrachan', coi quali prese parte alla guerra russo-turca (1768-1774), raggiungendo nel 1771 il grado di maggiore.
Passò quindi ai corazzieri di Kazan' ed al corpo dei cacciatori coi quali prese parte alla guerra russo-turca (1787-1792) ove ebbe modo di distinguersi nell'assalto di Ochakova al seguito del quale venne insignito dell'ordine militare di san Giorgio di IV classe.
Nel 1789 Knorring fu promosso colonnello e trasferito al corpo di fanteria dell'Ingermanland e due anni dopo al reggimento dei granatieri della Tauride. Nel 1794 venne promosso generale di brigata, nel 1796 venne nominato capo del reggimento di moschettieri "Revel", rimanendo in carica sino al 1799. Nel frattempo, il 27 gennaio 1797, venne promosso maggiore generale e l'11 settembre 1798 raggiunse il grado di tenente generale. Sempre nel 1799 venne nominato comandante del reggimento dei moschettieri di Kazan, rimanendo in carica sino al 1802. L'11 giugno 1800 divenne cavaliere di gran croce dell'Ordine di San Giovanni di Gerusalemme in Russia.

### Comandante in Georgia
Il 22 dicembre 1800 lo zar Paolo I di Russia firmò un documento che decretava l'annessione della Georgia alla Russia. La morte di re Giorgio XII di Georgia ed il passaggio del potere al principe ereditario David XII di Georgia nel dicembre del 1800, infatti, non avevano fatto altro che aggravare la già compromessa situazione del paese. La regina Darejan (vedova di Eraclio II di Georgia) ed i suoi figli si rifiutarono categoricamente di riconoscere il potere dello zarevic David XII, così come l'annessione della Georgia alla Russia.
Nella primavera del 1801, dopo l'assassinio di Paolo I, salì al trono Alessandro I di Russia e Knorring venne chiamato a interessarsi militarmente della Georgia. Sebbene fosse stata annessa formalmente alla Russia durante il regno dello zar Paolo I, Alessandro I si propose di riconsiderare questo atto sulla base delle sue idee di diritto internazionale e su consiglio di alcuni membri del suo consiglio di stato. Altri consiglieri erano favorevoli all'annessione. Knorring venne quindi inviato dall'imperatore in Georgia per determinare sul posto la situazione del paese e le sue esigenze, nonché per rispondere alla domanda che alla corte di San Pietroburgo si faceva sempre più pressante: la Georgia avrebbe avuto la capacità di rimanere uno stato completamente indipendente? E la popolazione di questo paese avrebbe sostenuto le azioni delle autorità russe?
Dopo essere rimasto in Georgia per tre settimane, Knorring presentò allo zar un rapporto completo nel quale si esprimeva inequivocabilmente a favore dell'adesione della Georgia all'Impero russo. Dopo aver discusso la situazione in Georgia (incluso il rapporto di Knorring) al Consiglio di Stato, con decreto del 12 settembre 1801, Alessandro I confermò quanto stabilito dallo zar Paolo I il 18 gennaio 1801 sull'annessione del regno di Georgia "per sempre" all'impero russo. Il primo comandante venne prescelto nella persona dello stesso Knorring.
Il 9 aprile 1802 Knorring entrò solennemente a Tiflis e l'8 maggio vi inaugurò gli uffici provinciali russi.
Per molto tempo, la nobiltà georgiana si rifiutò categoricamente di riconoscere ufficialmente il manifesto di adesione sottoscritto da Alessandro I perché con esso si comprometteva l'indipendenza della Georgia. Il 12 aprile, Knorring riunì tutti i nobili rappresentanti nella cattedrale di Sion a Tiflis e riuscì comunque a convincerli a prestare giuramento al trono russo.
Il governo di Knorring in Georgia si presentò pieno di mediazioni, cosa che a San Pietroburgo non piaceva e, la situazione incalzante, richiedeva misure sempre più rigorose per reprimere il malcontento della nobiltà georgiana. L'11 settembre 1802, Knorring venne quindi sostituito dal principe georgiano Pavel Tsitsianov che venne nominato governatore militare di Astrachan'. Alessandro I sperava con questo gesto di riuscire ad accattivarsi il favore dei georgiani, ma questo nuovo ruolo non fece altro che portarlo a morte violenta nel 1806 durante i negoziati con la città di Baku.
Karl von Knorring provò a proporre nuove riforme per la Georgia ma queste non vennero ascoltate dai rappresentanti di governo.
Dopo le sue dimissioni nel 1803, si ritirò a vita privata a Mosca dove possedeva un palazzo. Questo venne incendiato nel corso dell'invasione delle truppe francesi nella capitale russa nel 1812 e il generale morì nel 1820 senza vedere ricostruita la propria tenuta. Venne sepolto nel cimitero di Vvedensoye a Mosca.